# Lijst van leerlingen van de lagere school van Springfield
Dit is een lijst van de leerlingen van de fictieve lagere school van Springfield uit de animatieserie The Simpsons.

## Hoofdpersonen

### Bart Simpson
Bart Simpson staat op de school bekend als een onruststoker en problemenzoeker. Hij vandaliseert vaak dingen onder de naam "El Barto".

### Lisa Simpson
Lisa Simpson is een van de beste studenten van de school. De enige die haar evenaren in intelligentie zijn Martin Prince en Allison Taylor.

### Milhouse Van Houten
Milhouse Van Houten, Barts beste vriend. Hij helpt Bart geregeld bij zijn streken.

### Nelson Muntz
Nelson Muntz is een van de pestkoppen van de school, maar wel de minst wrede. Hij staat bekend om zijn "Ha ha!" lach..

### Ralph Wiggum
Ralph Wiggum, de zoon van politiechef Clancy Wiggum, staat bekend als het “vreemde kind” van de school. Hij wordt door velen gezien als psychologisch abnormaal.

### Martin Prince
Martin Prince is een van de slimste leerlingen van de school. Hij is afwisselend een vriend en vijand van Bart.

### Rod en Todd Flanders
Rod and Todd zijn de zonen van Ned Flanders. Ze zijn net als hun vader zeer religieus, en krijgen ook vaak thuis les.

### Kearney
Kearney Zzyzwicz is een van de pestkoppen van de school. Hij is een stuk ouder dan hij lijkt daar hij al een eigen auto heeft.

### Jimbo Jones
Jimbo Jones is een van de pestkoppen op de school. Hij houdt verder ook van winkeldiefstal. Er zijn geruchten dat hij uit een rijke familie komt.

## Andere kinderen

### Wendell Borton
Wendell Borton is een zeer bleke (vermoedelijk albino) jongen met krullend haar en bezorgde ogen. Hij wordt vaak gezien in de EHBO-kamer van de school. Hij is een klasgenoot van Bart Simpson. Wendell kan vrijwel geen eten binnenhouden.
In de loop van de serie is zijn stem gedaan door Jo Ann Harris, Pamela Hayden, Nancy Cartwright en Russi Taylor.

### Database
Database of Data, stem gedaan door Nancy Cartwright, is een stereotype nerd. Hij draagt een bril, en zijn echte naam is onbekend. Hij wordt vaak gezien met medenerd Martin Prince. Database is een geliefd doelwit van Nelson, Dolph, Jimbo en Kearney. Database was een van de kinderen die Shelbyville binnenvielen in Lemon of Troy.

### Dolph
Dolphin "Dolph" Starbeam (stem gedaan door Tress MacNeille) is lid van Jimbo Joness bende van pestkoppen. Hij is te herkennen aan zijn asymmetrische haar dat een oog bedekt, en zijn basketbalschoenen. Hij lijkt 14-15 jaar oud. Hij spreekt volgens zijn profiel in "24 Minutes" Spaans, Duits, Hebreeuws, Arabisch, Koreaans, Latijn en Oud Engels.

### Jessica Lovejoy
Jessica Lovejoy, stem gedaan door Meryl Streep, is de rebelse dochter van Eerwaarde Timothy Lovejoy. Ze was het tweede meisje waar Bart verliefd op werd, en bleek een grotere problemenmaker dan Bart zich ooit kon indenken.

### Janey
Janey, stem gedaan door Pamela Hayden, was ooit Lisa Simpsons beste vriend. Ze wordt vaak gezien samen met Lisa bij haar thuis. Toch pest ze Lisa ook weleens. Ze is niet zo intelligent als Lisa en houdt ervan om boeken over oppassen te lezen.

### Lewis
Lewis is een van de minst voorkomende personages in de serie. Hij wordt vaak gezien op de achtergrond, maar spreekt maar zelden. Zijn bekendste uitspraak is "In your face, fishwife!" Hij wordt vaak gezien als Barts beste vriend na Milhouse.
Volgens de aflevering Girls Just Want to Have Sums is hij goed in dansen.
In de loop van de serie is zijn stem gedaan door Jo Ann Harris, Nancy Cartwright, Pamela Hayden, Maggie Roswell en Russi Taylor.

### Melissa
Melissa is een kleiner personage. Ze had alleen een rol met tekst in Milhouse Doesn't Live Here Anymore, waarin haar stem gedaan werd door Nancy Cartwright. Er wordt in die aflevering gesuggereerd dat ze een van de pestkoppen op de school is. Ze wordt vaak gezien in Barts klas.

### Francine Rhenquist
Francine Rhenquist, stem gedaan door Kathy Griffin, was een pestkop die het vooral op Lisa had voorzien.

### Ham
Ham is een lid van de Superfriends club samen met Database, Cosine, E-mail, Report Card en Lisa. Hij is een kort dik kind met een bril die lijkt op die van Professor Frink.

### Richard
Een van Barts beste vrienden. Richard is een kind met grijze haren en een leren jas. Hij is net als Bart vaak betrokken bij kwajongensstreken in en rond de school. Net als de meeste bijpersonages wordt hij vooral op de achtergrond gezien. Zijn stem is in de loop van de serie gedaan door Jo Ann Harris, Pamela Hayden en Maggie Roswell.

### Sherri and Terri
Sherri en Terri, stem gedaan door Russi Taylor, zijn een identieke tweeling met lang paars haar. Ze zitten in dezelfde klas als Bart. Hun vader is Homer Simpson’s toezichthouder op de nucleaire centrale van Springfield. Hun moeder werd getoond in de aflevering Bart Sells His Soul, en leek sprekend op haar dochters.
De twee kleden zich altijd hetzelfde en gaan vrijwel nooit ergens alleen naartoe. Ze plagen Bart vaak. Bart lijkt een oogje te hebben op een van hen, maar wie is niet helemaal duidelijk.
De twee zijn van tijd tot tijd vrienden en rivalen van Lisa.

### Samantha Stanky
Samantha Stanky was Milhouses eerste vriendin in de aflevering Bart's Friend Falls in Love. Haar stem werd gedaan door Kimmy Robertson.
Als gevolg van haar verliefdheid op Milhouse werd ze overgeplaatst naar een andere school door haar vader.

### Allison Taylor
Allison Taylor is Lisa's nieuwe klasgenoot. Ze wordt geïntroduceerd in de aflevering "Lisa's rival". Allison is even slim, of slimmer dan Lisa, jonger (ze heeft een klas overgeslagen) en is net als Lisa een goede saxofoonspeler.
Lisa probeert bevriend met haar te raken, ondanks haar jaloersheid en afgunst. Het hoogtepunt is tijdens de jaarlijkse Springfield Elementary "Diorama-rama", een wedstrijd waarbij leerlingen diorama's moeten maken. Allison kiest en bouwt haar project al snel: een scène uit "The Tell Tale Heart" van Edgar Allan Poe. Met behulp van Bart saboteert Lisa Allisons project door deze te verwisselen met een diorama met daarin een rottend hart van een rund. Principal Skinner bekritiseert niet alleen het diorama, maar begint ook andere kwalificaties van Allison in twijfel te trekken. Lisa's schuldgevoel wordt echter te groot en ze bekent de verwisseling.
Ironisch genoeg verliezen Lisa en Allison allebei van Ralph Wiggum. Zijn diorama bestaat uit een doos met Star Wars figuurtjes, iets wat erg veel sentimentele waarde heeft voor Principal Skinner. Op het einde zetten Lisa en Allison hun verschillen opzij en raken bevriend. Terwijl ze samen weglopen nemen ze Ralph mee om te spelen, nadat hij per ongeluk struikelde en zijn action figures breekt (waar twee van zijn beroemde uitspraken uitkomen; "I bent my Wookiee" en "My cat's breath smells like cat food").
In latere afleveringen komt Allison alleen voor als een personage op de achtergrond. Oorspronkelijk ingesproken door Winona Ryder en later door Russi Taylor en Pamela Hayden.

### Üter Zörker
Üter Zörker, stem gedaan door Russi Taylor, is een uitwisselingsstudent uit Beieren. Hij heeft vreemde gewoontes zoals zijn reeds aangelikte lolly's aanbieden aan anderen als teken van vriendschap. Hij werd een keer achtergelaten tijdens een schooluitstapje, maar keerde later toch weer terug.
In de Duitstalige versie van de serie is Üter een uitwisselingsstudent uit Zwitserland.

### Weasels
Weasel #1 en Weasel #2 zijn Nelsons handlangers uit de aflevering "Bart the General". Nadien hebben ze een paar keer een cameo-optreden gehad in de serie. Ze zitten in de klas van Ms. Hoover.

### Alex Whitney
Alex Whitney is een populair nieuw meisje in Lisa’s klas in de aflevering "Lard of the Dance". Haar stem wordt gedaan door Lisa Kudrow. Ze houdt van mobiele telefoons, creditcards en dansen.
Homer Simpson · Marge Simpson · Bart Simpson · Lisa Simpson · Maggie Simpson · Abraham Simpson · Patty en Selma Bouvier · Jacqueline Bouvier · Mona Simpson · Santa's Little Helper · Snowball II · Familie Bouvier
Jasper Beardley · Comic Book Guy · Eddie en Lou · Maude Flanders · Ned Flanders · Professor Frink · Barney Gumble · Julius Hibbert · Lionel Hutz · Eerwaarde Lovejoy · Kapitein Horatio McCallister · Hans Moleman · Bleeding Gums Murphy · Apu Nahasapeemapetilon · Mayor Joe Quimby · Dr. Nick Riviera · Agnes Skinner · Cletus Spuckler · Squeaky Voiced Teen · Disco Stu · Moe Szyslak · Kirk Van Houten · Luann Van Houten · Chief Clancy Wiggum
Gary Chalmers · Rod en Todd Flanders · Jimbo Jones · Kearney · Edna Krabappel · Otto Mann · Nelson Muntz · Martin Prince · Seymour Skinner · Milhouse Van Houten · Ralph Wiggum · Groundskeeper Willie · andere studenten
Montgomery Burns · Carl Carlson · Lenny Leonard · Waylon Smithers
Itchy en Scratchy · Kent Brockman · Krusty de Clown · Troy McClure · Rainier Wolfcastle · Radioactive Man
Snake · Kang & Kodos · Sideshow Bob · Fat Tony
Treehouse of Horror
Bart vs. the World · Bart Simpson's Escape from Camp Deadly · The Simpsons Arcadespel · Bart vs. the Space Mutants · Bart's House of Weirdness ·Bart vs. The Juggernauts · Krusty's Fun House · Bartman Meets Radioactive Man · Bart's Nightmare · The Itchy and Scratchy Game · Virtual Bart · Bart and the Beanstalk · Itchy & Scratchy in Miniature Golf Madness · Cartoon Studio · Virtual Springfield · Night of the Living Treehouse of Horror · Bowling · Wrestling · Road Rage · Skateboarding · Hit & Run · The Simpsons Game · The Simpsons: Tapped Out
The Simpsons · The Simpsons Pinball Party
Strips: Simpsons Comics · Bart Simpson serie · Itchy & Scratchy Comics · Bart Simpson's Treehouse of Horror · Futurama/Simpsons Infinitely Secret Crossover Crisis
Tijdschrift: Simpsons Illustrated
Boeken: Bart Simpson's Guide to Life · Family Album · Library of Wisdom · Complete Guides · Planet Simpson · The Simpsons and Philosophy
Actiefiguurtjes: World of Springfield
The Simpsons Movie
Bankgrap ·
Canyonero · 
D'oh! · 
Duff Beer · 
Schoolbordgrap · 